# Monday Morning Apocalypse
Monday Morning Apocalypse è il sesto album del gruppo musicale svedese Evergrey, pubblicato il 24 marzo 2006 dalla Inside Out Music.

## Tracce
1. Monday Morning Apocalypse - 3:10
2. Unspeakable - 3:54
3. Lost - 3:13
4. Obedience - 4:13
5. The Curtain Fall - 3:09
6. In Remembrance - 3:33
7. At Loss For Words - 4:13
8. Til Dagmar - 1:40
9. Still In The Water - 5:17
10. The Dark I Walk You Through - 4:19
11. I Should - 4:51

Limited Edition bonus track
1. Closure - 3:08